# Кюирьё
Кюирьё (фр. Cuirieux) — коммуна во Франции, находится в регионе Пикардия. Департамент коммуны — Эна. Входит в состав кантона Марль. Округ коммуны — Лан.
Код INSEE коммуны — 02248.

## Население
Население коммуны на 2010 год составляло 161 человек.
| 1962 | 1968 | 1975 | 1982 | 1990 | 1999 | 2010 |
| ---- | ---- | ---- | ---- | ---- | ---- | ---- |
| 169  | 147  | 119  | 131  | 142  | 143  | 161  |

## Экономика
В 2010 году среди 104 человек трудоспособного возраста (15—64 лет) 74 были экономически активными, 30 — неактивными (показатель активности — 71,2 %, в 1999 году было 66,0 %). Из 74 активных жителей работали 67 человек (37 мужчин и 30 женщин), безработных было 7 (4 мужчины и 3 женщины). Среди 30 неактивных 10 человек были учениками или студентами, 7 — пенсионерами, 13 были неактивными по другим причинам.